# Municipio de San Pedro Garza García
El municipio de San Pedro Garza García es uno de los 51 municipios del estado de Nuevo León, México. Forma parte del área metropolitana de Monterrey, y se ha consolidado como una zona de alto poder adquisitivo.
El municipio, cuyo nombre hace honor a Genaro Garza García, el gobernador que lo elevó a la categoría de villa en 1882, cuenta con 69.4 km² de extensión territorial, los cuales cubren una pequeña parte de la Sierra Madre Oriental. La altitud en la ciudad de San Pedro Garza García es de 640 metros sobre el nivel del mar y tiene una población de 132,169 habitantes, según el censo del 2020.

## Historia
Los orígenes del municipio se deben al surgimiento de las primeras casas en el llamado Valle de San Pedro de los Nogales, en el siglo XVI, cuando Diego de Montemayor fundó el 20 de noviembre de 1596 la Hacienda de San Pedro de los Nogales, actualmente la zona denominada Casco Urbano, legándola a su hijo Diego “ El mozo” y a varios pobladores más para la explotación de sus recursos agrícolas. Después, en el actual Callejón de Capellanía, se construyó la primera capilla del pueblo, “Nuestra Señora de Guadalupe”, actualmente conocida como Capilla de Doña Mónica Rodríguez, construida en 1661, siendo actualmente el edificio más antiguo de Nuevo León. En el siglo XIX, se construyó la capilla de Nuestra Señora de Guadalupe, que hoy es la Plaza Principal del Municipio.
Fue hasta 1845 cuando se intentó establecer un centro urbano. El propósito prosperaría hasta 1870, cuando los pobladores lograron establecerse. El 14 de diciembre de 1882, es ascendido a título de villa con el nombre de "Garza García" en honor al entonces gobernador del estado, el Lic. Genaro Garza García.
El 1° de abril de 1883, tomó posesión el primer ayuntamiento integrado por su primer alcalde el Sr. Natividad García Morales, Desiderio Rodríguez Saldaña 1.º alcalde suplente, Diego Saldívar Abrego 2.º alcalde suplente, Doroteo Machorro Dávila alcalde 2.º judicial, Pedro Cleto Ayala Ayala alcalde 2.º judicial suplente, Manuel González Rangel regidor 1.º propietario, José María Dávila Montes regidor 2.º propietario, Domingo Máximo García Abrego regidor 2.º suplente, Lorenzo García García síndico propietario, Manuel González Rangel secretario (1 de abril de 1883), Andrés Imperial Villarreal secretario (2 al 27 de abril de 1883), Librado Elizondo Elizondo secretario (28 de abril al 31 de diciembre de 1883) y Sostenes González Rangel tesorero, adquiriendo su independencia municipal con el nombre de "Garza García".
La Hacienda de San Pedro de los Nogales conservó por mucho tiempo su fisonomía rural de sus orígenes, y en 1940 inició un crecimiento demográfico y urbanístico con el nacimiento de la Colonia del Valle a instancia del señor Alberto Santos, quien vislumbró un fraccionamiento moderno en un paisaje. Santos adquirió 470 hectáreas en esa zona, y en 1946 inició la urbanización de la Colonia Del Valle, respetando grandes calzadas para ser destinadas en sus camellones como áreas verdes. Para el desarrollo de la colonia, fue necesaria la construcción del primer puente carretero del estado de Nuevo León, el puente de la Calzada del Valle; además, se construyeron los colegios Franco-Mexicano y Labastida y la iglesia de Fátima.
Durante 1943, un grupo de empresarios regiomontanos trazaron la meta de construir un club de golf, el cual quedó constituido el 1° de febrero de 1951 con el nombre de Club Campestre Monterrey, contribuyendo al desarrollo del municipio. En 1988, por iniciativa de un grupo de vecinos ante el Congreso del Estado de Nuevo León, el municipio adquiere su nombre actual: "San Pedro Garza García", retomando el nombre que llevó antes de que fuera villa.
El 22 de mayo de 2024 durante un mitin para la alcaldía, ocurrió una tragedia en la que colapsó la estructura del escenario; el candidato presidencial de Movimiento Ciudadano, (Jorge Álvarez Máynez), se encontraba en el templete al momento del colapso y logró ponerse a salvo.

## Demografía

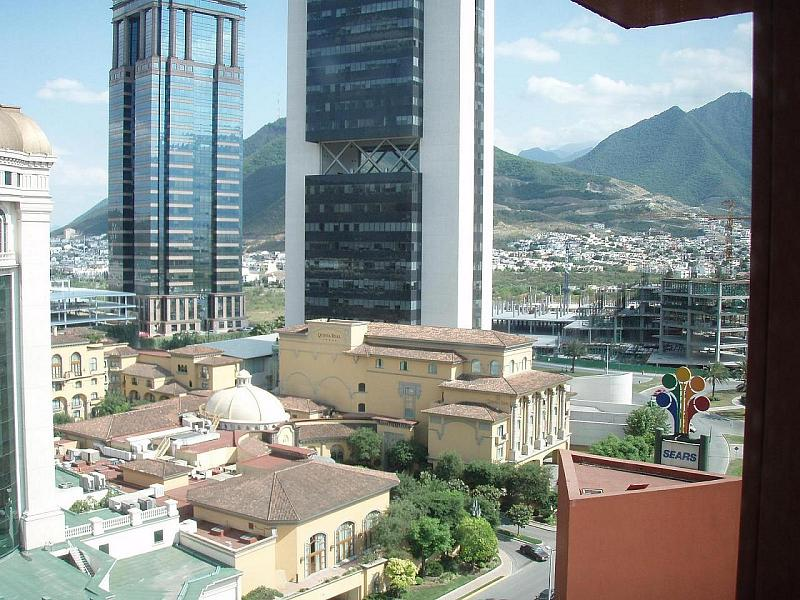
Valle Oriente.

De acuerdo con el Censo de Población y Vivienda realizado en marzo de 2020 por el Instituto Nacional de Estadística y Geografía (INEGI), el municipio de San Pedro Garza García tenía un total de 132 169 habitantes; mientras que la ciudad de San Pedro Garza García tenía 132 128 habitantes.

## Geografía

### Clima
Según la clasificación climática de Köppen, el clima es semiárido (BSh), con una temperatura media anual de 21,3 °C. Durante el verano, las temperaturas máximas sobrepasan normalmente los 30 °C, y las mínimas 17 °C. Durante el invierno, las máximas son moderadas (19 °C) y las mínimas son frescas, con mínimas medias inferiores a 10 °C durante unos meses del año.
| Parámetros climáticos promedio de San Pedro Garza García | Parámetros climáticos promedio de San Pedro Garza García | Parámetros climáticos promedio de San Pedro Garza García | Parámetros climáticos promedio de San Pedro Garza García | Parámetros climáticos promedio de San Pedro Garza García | Parámetros climáticos promedio de San Pedro Garza García | Parámetros climáticos promedio de San Pedro Garza García | Parámetros climáticos promedio de San Pedro Garza García | Parámetros climáticos promedio de San Pedro Garza García | Parámetros climáticos promedio de San Pedro Garza García | Parámetros climáticos promedio de San Pedro Garza García | Parámetros climáticos promedio de San Pedro Garza García | Parámetros climáticos promedio de San Pedro Garza García | Parámetros climáticos promedio de San Pedro Garza García |
| Mes                                                      | Ene.                                                     | Feb.                                                     | Mar.                                                     | Abr.                                                     | May.                                                     | Jun.                                                     | Jul.                                                     | Ago.                                                     | Sep.                                                     | Oct.                                                     | Nov.                                                     | Dic.                                                     | Anual                                                    |
| -------------------------------------------------------- | -------------------------------------------------------- | -------------------------------------------------------- | -------------------------------------------------------- | -------------------------------------------------------- | -------------------------------------------------------- | -------------------------------------------------------- | -------------------------------------------------------- | -------------------------------------------------------- | -------------------------------------------------------- | -------------------------------------------------------- | -------------------------------------------------------- | -------------------------------------------------------- | -------------------------------------------------------- |
| Temp. máx. media (°C)                                    | 19.7                                                     | 21.9                                                     | 25.4                                                     | 29.2                                                     | 31.4                                                     | 33.2                                                     | 33.7                                                     | 33.4                                                     | 30.5                                                     | 27.4                                                     | 23.8                                                     | 20.7                                                     | 27.5                                                     |
| Temp. media (°C)                                         | 13.5                                                     | 15.9                                                     | 18.7                                                     | 22.1                                                     | 24.3                                                     | 25.9                                                     | 25.9                                                     | 26.6                                                     | 23.6                                                     | 20.9                                                     | 16.9                                                     | 14                                                       | 20.7                                                     |
| Temp. mín. media (°C)                                    | 7.1                                                      | 8.9                                                      | 11.9                                                     | 16.6                                                     | 19.2                                                     | 20.9                                                     | 21.4                                                     | 21.5                                                     | 19.8                                                     | 15.9                                                     | 11.1                                                     | 8.0                                                      | 15.2                                                     |
| Precipitación total (mm)                                 | 13                                                       | 13                                                       | 13                                                       | 24                                                       | 36                                                       | 59                                                       | 39                                                       | 80                                                       | 121                                                      | 57                                                       | 16                                                       | 12                                                       | 483                                                      |
| Horas de sol                                             | 8.0                                                      | 8.0                                                      | 9.0                                                      | 10.0                                                     | 10.0                                                     | 11.0                                                     | 11.0                                                     | 11.0                                                     | 8.0                                                      | 8.0                                                      | 8.0                                                      | 8.0                                                      | 110                                                      |
| Humedad relativa (%)                                     | 61                                                       | 57                                                       | 55                                                       | 55                                                       | 60                                                       | 61                                                       | 60                                                       | 57                                                       | 69                                                       | 69                                                       | 65                                                       | 61                                                       | 60.8                                                     |
| Fuente: Climate Data                                     |                                                          |                                                          |                                                          |                                                          |                                                          |                                                          |                                                          |                                                          |                                                          |                                                          |                                                          |                                                          |                                                          |

### Orografía
Aproximadamente la mitad del territorio municipal es montañoso, en él se encuentran el Cerro de Chipinque, el Cerro de las Mitras, la Loma Larga y el Cerro del Mirador. El punto más alto del municipio es el Copete de las Águilas; en el Cerro de Chipinque, límites con Monterrey y Santa Catarina.

### Hidrografía
El río Santa Catarina atraviesa el municipio, se alimenta de los manantiales de la Huasteca, ubicada en el municipio de Santa Catarina. Al oriente cruza el Arroyo San Agustín.

## Gobierno
San Pedro Garza García es gobernado por un alcalde, dos síndicos, ocho regidores por mayoría simple y cuatro regidores designados por representación proporcional. El alcalde para el trienio 2018 - 2021 fue Miguel Treviño de Hoyos candidato independiente. Treviño de Hoyos fue reelegido como alcalde en las elecciones municipales del 2021.

## Economía
El municipio es sede de corporativos transnacionales como Vitro, Alfa, Cemex, Femsa y hogar de sus directivos. Dentro del municipio se encuentra el segundo rascacielos más alto del país, la Torre KOI, una obra de 280 metros de altura y 67 pisos, que cuenta con oficinas, departamentos y un hotel.
En cuanto a su comercio internacional neto, San Pedro Garza García cuenta con ventas internacionales de $6,994 millones de dólares y un total de $7,416 millones de dólares en compras internacionales. Al 2024, la ciudad contaba con un PIB Nominal de 347,631 millones de pesos. En promedio, cada hogar tiene un ingreso promedio de un millón de dólares, según una revista de la universidad de Harvard.

## Patrimonio
El municipio cuenta con más de 20 museos y algunos de los centros culturales más importantes del área metropolitana de Monterrey, como lo son:
- Auditorio San Pedro: recinto en el que toman lugar desde obras de teatro hasta conciertos de música clásica.
- Planetario Alfa: conjunto de museo, observatorio astronómico y sala de cine tipo Omnimax, ahora conocido como IMAX Dome, inaugurado por el presidente del Grupo Alfa, Bernardo Garza Sada. Con un área de 3,000 metros cuadrados, distribuido en cuatro pisos, estaba destinado a las exhibiciones permanentes de ciencia, tecnología y arte. En las afueras del edificio, existía un aviario y el área de Antropología. Contó con un multiteatro, una pantalla hemisférica de 40 metros de diámetro, donde se proyectaron películas en sistema Omnimax, primero en América Latina y cuarto en el mundo, cuya característica es hacer sentir al espectador en el lugar de la escena. El recinto fue cerrado en septiembre del 2020 debido a complicaciones en su viabilidad, sostenibilidad y continuidad durante la pandemia de COVID-19.[24]
- Museo El Centenario: casona histórica localizada frente a la plaza municipal. En sus salas se recrea la vida de los antiguos sampetrinos, además de salas de exposición temporal que se renuevan constantemente.
- Centro Cultural Plaza Fátima: fue fundado en 1988, impulsado por un grupo ciudadano encabezado por Don Francisco Zertuche.

## Educación
En el municipio de San Pedro Garza se encuentran diversas escuelas de educación básica y media superior, tanto públicas como privadas, y casas de estudio de reconocimiento nacional e internacional como la EGADE Business School, considerada como la mejor escuela de negocios en América Latina, la Escuela de Gobierno y Transformación Pública, ambas del Tecnológico de Monterrey y la Universidad de Monterrey (UDEM).
La Asociación Regiomontana de Lengua Japonesa A.C. (モンテレー補習授業校 Monterē Hoshū Jugyō Kō), un Instituto complementario japonés a tiempo parcial, lleva a cabo sus clases en San Pedro Garza García.

### Colonia del Valle
La hacienda de San Pedro de los Nogales conservó por mucho tiempo sus orígenes hasta el año 1940, cuando inició su crecimiento demográfico y urbanístico, a instancia del señor Alberto Santos, quien distinguió un fraccionamiento moderno en un paisaje, así buscando iniciar con esa Colonia.

## Vías de comunicación y transporte público
San Pedro Garza García cuenta con avenidas que unen a las ciudades de Monterrey, Santa Catarina y Saltillo a la ciudad, como: 
- Avenida Lázaro Cárdenas
- Avenida Morones Prieto
- Boulevar Constitución
- Avenida Gómez Morín
- Boulevar Díaz Ordaz
- Túnel de la Loma Larga

Las principales avenidas de la ciudad son: avenida Vasconcelos, avenida Gómez Morín, avenida Lázaro Cárdenas, Calzada del Valle y Calzada San Pedro, además de la avenida Alfonso Reyes y avenida Roberto Garza Sada.
El municipio, pese a su elevado ingreso per cápita, es deficitario en transporte público. Probablemente esto debido a que en el municipio existen aproximadamente 125 000 automóviles.

## Deporte
La ciudad cuenta con diversos parques deportivos tanto públicos como privados. El parque público más grande de San Pedro es el Rufino Tamayo.
Existen diversos deportivos en el municipio, tales como el Club Campestre con campo de golf, el Deportivo Alpino Chipinque, el deportivo San Agustín con pista de hielo, el Tenis Center y el Casino del Valle. 

## Parque Ecológico Chipinque
En las faldas del Cerro de Chipinque, dentro del parque nacional Cumbres de Monterrey, se encuentra el Parque Ecológico Chipinque, con 1,791 hectáreas, que abarca altitudes de 730 hasta 2,200 metros con flora y fauna representativa. La temperatura anual promedio es 21 °C.
El Parque Ecológico Chipinque tiene como objetivo de conservar la biodiversidad a través de un manejo integrado que asegure la conservación de sus recursos naturales, que a su vez promueve el respeto y la apreciación, del ecosistema y la geografía del lugar.
En su 25º aniversario del parque se rediseñó la marca Chipinque lo cual revitalizó la relación que los visitantes tienen con el parque.

## Salud
El municipio cuenta con diversos centros de salud dependientes de la Secretaría de Salud del Estado, Clínicas del IMSS, Cruz Verde Municipal, Hospital Ángeles Valle Oriente (antes Santa Engracia CIMA), Centro Médico Zambrano Hellion, así como varios módulos de consulta externa auspiciados por la administración municipal.
Además, existen consultorios privados de reconocidos especialistas en diversas áreas, centros especializados en cirugía plástica, y servicios de salud.

## Rascacielos
La ciudad cuenta con varios edificios de más de 100 metros. Es la ciudad con el mayor número de rascacielos de la zona metropolitana de Monterrey además de que en 2014 se inauguró el edificio más alto de la misma, y en 2016 uno de los más altos de México.

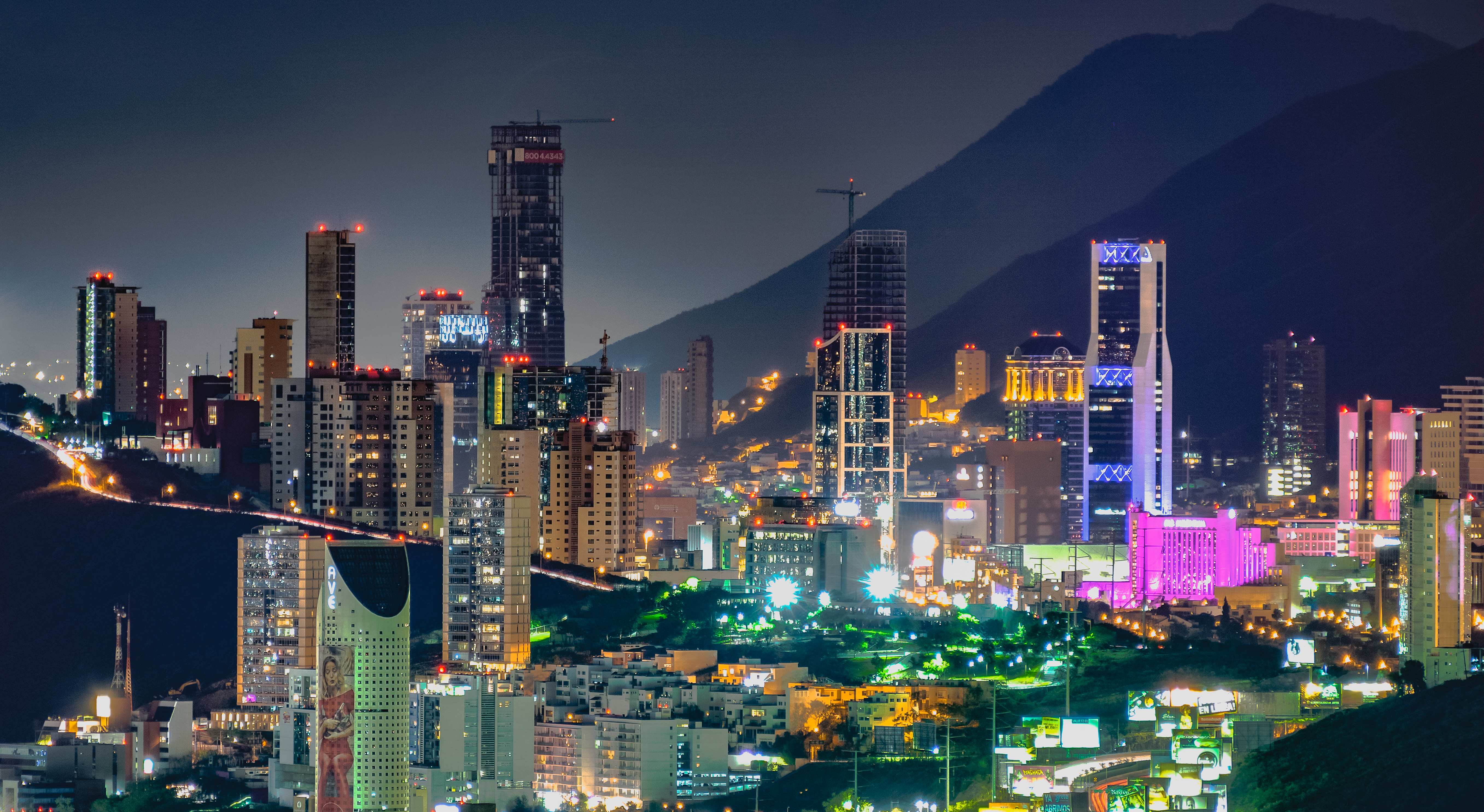
Edificios de San Pedro Garza García

## Monumentos históricos
- La Alianza, inaugurada en 1979, conocida como "Los tubos".
- Monumento a la bandera.
- Monumento a Benito Juárez.
- Monumento a Venustiano Carranza.
- Diana la Cazadora (réplica).
- El Ángel de la Independencia.
- Iglesia de Nuestra Señora de Guadalupe.
- Monumento de la compañía Cerámica Regiomontana.
- Estructura metálica de la empresa Akra.
- Múltiples viviendas del siglo pasado están registradas en el INAH como patrimonio cultural[cita requerida]
- Edificio de la antigua cárcel, ahora parte de la presidencia municipal
- Rotonda del paseo de los Duendes

## Ciudades hermanadas[29]
- Plano, Estados Unidos
- South Padre Island, Estados Unidos (2006)[30]